# 102
102 — невисокосний рік, що почався в неділю за григоріанським календарем.
Римська імперія •  Парфянське царство •  Кушанське царство •  Східна Хань •  Сармати

## Геополітична ситуація
Римську імперію очолює імператор Траян (до 117). Імперія займає Апеннінський, Піренейський та Балканський півострови, Галлію, частину Британії, Близький Схід, Північну Африку включно з Єгиптом. Римляни ведуть війну з Дакією.
Наймогутніша держава центральної Азії — Парфянське царство, в якому править Пакор II. Наймогутніша держава Індостану — Кушанське царство. Династія Хань править у Китаї.
Триває докласичний період цивілізації мая.
На території майбутньої України, в степах Причорномор'я, мешкають сармати, північніше племена Черняхівської культури.

## Події
- Консули Римської імперії — Луцій Юлій Урс Сервіан (вдруге) і Луцій Ліциній Сура (вдруге).
- Перша Дакійська війна закінчилась підписанням мирного договору між римським імператором Траяном і дакійським царем Децебалом на дуже невигідних умовах для останнього.
- 31 грудня Траян отримав почесний титул лат. Dacicus Maximus.

## Померли
- Бань Чао — полководець і дипломат Стародавнього Китаю, брат історика Бань Гу[1].